# 帕特里克·麦吉尼斯
帕特里克·麦吉尼斯(生于1968年)，英国学者、评论家、小说家和诗人。他在牛津大学任法语和比较文学教授，也担任圣安妮学院的研究员和导师。

## 生平
麦吉尼斯1968年生于突尼斯，母亲是比利时人，父亲是爱尔兰裔英国人。他成长于比利时，也在委内瑞拉、伊朗、罗马尼亚和英国生活过一段时间。

## 作品
麦吉尼斯的作品包括文学批评、小说、回忆录和诗歌。2004年他出版了第一本诗集《火星运河》。
他的首部小说《最后的一百天》（2011年）以罗马尼亚齐奥塞斯库政权的终结为题材，这个政权对公民的私人隐私严密监视，所有人际关系都岌岌可危。主角是一名在布加勒斯特教书的英国学生，麦吉尼斯本人在革命前的几年里就住在那里。
该书入围了曼布克奖长名单，以及科斯塔小说处女作奖和作家俱乐部小说处女作奖的短名单。还获得了作家协会小说奖和威尔士年度图书奖。
2015年，他凭借回忆录《其他人民的国家》第二次获得威尔士年度图书奖。2019年，他的第二部小说《把我扔进狼群》获英国皇家文学学会颁发的最佳第二部小说安可奖。该书虚构了2010年乔安娜·叶茨在布里斯托尔被谋杀的故事，以及随后对克里斯托弗·杰弗里斯 的迫害和虚假指控。杰弗里斯是作者20世纪80年代在布里斯托尔学校的英语老师。它还入围了犯罪作家协会的金匕首奖长名单。